# Falene (singolo)
Falene è un singolo del cantautore italiano Michele Bravi e della cantante britannica Sophie and the Giants, pubblicato il 18 giugno 2021 come primo estratto dalla riedizione del terzo album in studio La geografia del buio.

## Descrizione
Il significato del titolo è stato spiegato dallo stesso cantante:

## Video musicale
Il video musicale, diretto da Erika Arosio, è stato pubblicato il 30 giugno 2021 attraverso il canale YouTube del cantautore.

## Tracce
Testi di Federica Abbate, Davide Petrella, Mike Kintish e Sophie Scott, musiche di Francesco Catitti.
1. Falene – 3:07